# 1832
Portal Geschichte | Portal Biografien | Aktuelle Ereignisse | Jahreskalender | Tagesartikel

◄ |
18. Jahrhundert |
19. Jahrhundert
| 20. Jahrhundert | ►

◄ |
1800er |
1810er |
1820er |
1830er
| 1840er | 1850er | 1860er | ►

◄◄ |
◄ |
1828 |
1829 |
1830 |
1831 |
1832
| 1833 | 1834 | 1835 | 1836 | ► | ►►
Staatsoberhäupter · Wahlen · Nekrolog   · Musikjahr
| Januar | Januar | Januar | Januar | Januar | Januar | Januar | Januar |
| Kw     | Mo     | Di     | Mi     | Do     | Fr     | Sa     | So     |
| ------ | ------ | ------ | ------ | ------ | ------ | ------ | ------ |
| 52     |        |        |        |        |        |        | 1      |
| 1      | 2      | 3      | 4      | 5      | 6      | 7      | 8      |
| 2      | 9      | 10     | 11     | 12     | 13     | 14     | 15     |
| 3      | 16     | 17     | 18     | 19     | 20     | 21     | 22     |
| 4      | 23     | 24     | 25     | 26     | 27     | 28     | 29     |
| 5      | 30     | 31     |        |        |        |        |        |

| Februar | Februar | Februar | Februar | Februar | Februar | Februar | Februar |
| Kw      | Mo      | Di      | Mi      | Do      | Fr      | Sa      | So      |
| ------- | ------- | ------- | ------- | ------- | ------- | ------- | ------- |
| 5       |         |         | 1       | 2       | 3       | 4       | 5       |
| 6       | 6       | 7       | 8       | 9       | 10      | 11      | 12      |
| 7       | 13      | 14      | 15      | 16      | 17      | 18      | 19      |
| 8       | 20      | 21      | 22      | 23      | 24      | 25      | 26      |
| 9       | 27      | 28      | 29      |         |         |         |         |

| März | März | März | März | März | März | März | März |
| Kw   | Mo   | Di   | Mi   | Do   | Fr   | Sa   | So   |
| ---- | ---- | ---- | ---- | ---- | ---- | ---- | ---- |
| 9    |      |      |      | 1    | 2    | 3    | 4    |
| 10   | 5    | 6    | 7    | 8    | 9    | 10   | 11   |
| 11   | 12   | 13   | 14   | 15   | 16   | 17   | 18   |
| 12   | 19   | 20   | 21   | 22   | 23   | 24   | 25   |
| 13   | 26   | 27   | 28   | 29   | 30   | 31   |      |

| April | April | April | April | April | April | April | April |
| Kw    | Mo    | Di    | Mi    | Do    | Fr    | Sa    | So    |
| ----- | ----- | ----- | ----- | ----- | ----- | ----- | ----- |
| 13    |       |       |       |       |       |       | 1     |
| 14    | 2     | 3     | 4     | 5     | 6     | 7     | 8     |
| 15    | 9     | 10    | 11    | 12    | 13    | 14    | 15    |
| 16    | 16    | 17    | 18    | 19    | 20    | 21    | 22    |
| 17    | 23    | 24    | 25    | 26    | 27    | 28    | 29    |
| 18    | 30    |       |       |       |       |       |       |

| Mai | Mai | Mai | Mai | Mai | Mai | Mai | Mai |
| Kw  | Mo  | Di  | Mi  | Do  | Fr  | Sa  | So  |
| --- | --- | --- | --- | --- | --- | --- | --- |
| 18  |     | 1   | 2   | 3   | 4   | 5   | 6   |
| 19  | 7   | 8   | 9   | 10  | 11  | 12  | 13  |
| 20  | 14  | 15  | 16  | 17  | 18  | 19  | 20  |
| 21  | 21  | 22  | 23  | 24  | 25  | 26  | 27  |
| 22  | 28  | 29  | 30  | 31  |     |     |     |

| Juni | Juni | Juni | Juni | Juni | Juni | Juni | Juni |
| Kw   | Mo   | Di   | Mi   | Do   | Fr   | Sa   | So   |
| ---- | ---- | ---- | ---- | ---- | ---- | ---- | ---- |
| 22   |      |      |      |      | 1    | 2    | 3    |
| 23   | 4    | 5    | 6    | 7    | 8    | 9    | 10   |
| 24   | 11   | 12   | 13   | 14   | 15   | 16   | 17   |
| 25   | 18   | 19   | 20   | 21   | 22   | 23   | 24   |
| 26   | 25   | 26   | 27   | 28   | 29   | 30   |      |

| Juli | Juli | Juli | Juli | Juli | Juli | Juli | Juli |
| Kw   | Mo   | Di   | Mi   | Do   | Fr   | Sa   | So   |
| ---- | ---- | ---- | ---- | ---- | ---- | ---- | ---- |
| 26   |      |      |      |      |      |      | 1    |
| 27   | 2    | 3    | 4    | 5    | 6    | 7    | 8    |
| 28   | 9    | 10   | 11   | 12   | 13   | 14   | 15   |
| 29   | 16   | 17   | 18   | 19   | 20   | 21   | 22   |
| 30   | 23   | 24   | 25   | 26   | 27   | 28   | 29   |
| 31   | 30   | 31   |      |      |      |      |      |

| August | August | August | August | August | August | August | August |
| Kw     | Mo     | Di     | Mi     | Do     | Fr     | Sa     | So     |
| ------ | ------ | ------ | ------ | ------ | ------ | ------ | ------ |
| 31     |        |        | 1      | 2      | 3      | 4      | 5      |
| 32     | 6      | 7      | 8      | 9      | 10     | 11     | 12     |
| 33     | 13     | 14     | 15     | 16     | 17     | 18     | 19     |
| 34     | 20     | 21     | 22     | 23     | 24     | 25     | 26     |
| 35     | 27     | 28     | 29     | 30     | 31     |        |        |

| September | September | September | September | September | September | September | September |
| Kw        | Mo        | Di        | Mi        | Do        | Fr        | Sa        | So        |
| --------- | --------- | --------- | --------- | --------- | --------- | --------- | --------- |
| 35        |           |           |           |           |           | 1         | 2         |
| 36        | 3         | 4         | 5         | 6         | 7         | 8         | 9         |
| 37        | 10        | 11        | 12        | 13        | 14        | 15        | 16        |
| 38        | 17        | 18        | 19        | 20        | 21        | 22        | 23        |
| 39        | 24        | 25        | 26        | 27        | 28        | 29        | 30        |

| Oktober | Oktober | Oktober | Oktober | Oktober | Oktober | Oktober | Oktober |
| Kw      | Mo      | Di      | Mi      | Do      | Fr      | Sa      | So      |
| ------- | ------- | ------- | ------- | ------- | ------- | ------- | ------- |
| 40      | 1       | 2       | 3       | 4       | 5       | 6       | 7       |
| 41      | 8       | 9       | 10      | 11      | 12      | 13      | 14      |
| 42      | 15      | 16      | 17      | 18      | 19      | 20      | 21      |
| 43      | 22      | 23      | 24      | 25      | 26      | 27      | 28      |
| 44      | 29      | 30      | 31      |         |         |         |         |

| November | November | November | November | November | November | November | November |
| Kw       | Mo       | Di       | Mi       | Do       | Fr       | Sa       | So       |
| -------- | -------- | -------- | -------- | -------- | -------- | -------- | -------- |
| 44       |          |          |          | 1        | 2        | 3        | 4        |
| 45       | 5        | 6        | 7        | 8        | 9        | 10       | 11       |
| 46       | 12       | 13       | 14       | 15       | 16       | 17       | 18       |
| 47       | 19       | 20       | 21       | 22       | 23       | 24       | 25       |
| 48       | 26       | 27       | 28       | 29       | 30       |          |          |

| Dezember | Dezember | Dezember | Dezember | Dezember | Dezember | Dezember | Dezember |
| Kw       | Mo       | Di       | Mi       | Do       | Fr       | Sa       | So       |
| -------- | -------- | -------- | -------- | -------- | -------- | -------- | -------- |
| 48       |          |          |          |          |          | 1        | 2        |
| 49       | 3        | 4        | 5        | 6        | 7        | 8        | 9        |
| 50       | 10       | 11       | 12       | 13       | 14       | 15       | 16       |
| 51       | 17       | 18       | 19       | 20       | 21       | 22       | 23       |
| 52       | 24       | 25       | 26       | 27       | 28       | 29       | 30       |
| 1        | 31       |          |          |          |          |          |          |

| Januar | Januar | Januar | Januar | Januar | Januar | Januar | Januar |
| Kw     | Mo     | Di     | Mi     | Do     | Fr     | Sa     | So     |
| ------ | ------ | ------ | ------ | ------ | ------ | ------ | ------ |
| 52     |        |        |        |        |        |        | 1      |
| 1      | 2      | 3      | 4      | 5      | 6      | 7      | 8      |
| 2      | 9      | 10     | 11     | 12     | 13     | 14     | 15     |
| 3      | 16     | 17     | 18     | 19     | 20     | 21     | 22     |
| 4      | 23     | 24     | 25     | 26     | 27     | 28     | 29     |
| 5      | 30     | 31     |        |        |        |        |        |

| Februar | Februar | Februar | Februar | Februar | Februar | Februar | Februar |
| Kw      | Mo      | Di      | Mi      | Do      | Fr      | Sa      | So      |
| ------- | ------- | ------- | ------- | ------- | ------- | ------- | ------- |
| 5       |         |         | 1       | 2       | 3       | 4       | 5       |
| 6       | 6       | 7       | 8       | 9       | 10      | 11      | 12      |
| 7       | 13      | 14      | 15      | 16      | 17      | 18      | 19      |
| 8       | 20      | 21      | 22      | 23      | 24      | 25      | 26      |
| 9       | 27      | 28      | 29      |         |         |         |         |

| März | März | März | März | März | März | März | März |
| Kw   | Mo   | Di   | Mi   | Do   | Fr   | Sa   | So   |
| ---- | ---- | ---- | ---- | ---- | ---- | ---- | ---- |
| 9    |      |      |      | 1    | 2    | 3    | 4    |
| 10   | 5    | 6    | 7    | 8    | 9    | 10   | 11   |
| 11   | 12   | 13   | 14   | 15   | 16   | 17   | 18   |
| 12   | 19   | 20   | 21   | 22   | 23   | 24   | 25   |
| 13   | 26   | 27   | 28   | 29   | 30   | 31   |      |

| April | April | April | April | April | April | April | April |
| Kw    | Mo    | Di    | Mi    | Do    | Fr    | Sa    | So    |
| ----- | ----- | ----- | ----- | ----- | ----- | ----- | ----- |
| 13    |       |       |       |       |       |       | 1     |
| 14    | 2     | 3     | 4     | 5     | 6     | 7     | 8     |
| 15    | 9     | 10    | 11    | 12    | 13    | 14    | 15    |
| 16    | 16    | 17    | 18    | 19    | 20    | 21    | 22    |
| 17    | 23    | 24    | 25    | 26    | 27    | 28    | 29    |
| 18    | 30    |       |       |       |       |       |       |

| Mai | Mai | Mai | Mai | Mai | Mai | Mai | Mai |
| Kw  | Mo  | Di  | Mi  | Do  | Fr  | Sa  | So  |
| --- | --- | --- | --- | --- | --- | --- | --- |
| 18  |     | 1   | 2   | 3   | 4   | 5   | 6   |
| 19  | 7   | 8   | 9   | 10  | 11  | 12  | 13  |
| 20  | 14  | 15  | 16  | 17  | 18  | 19  | 20  |
| 21  | 21  | 22  | 23  | 24  | 25  | 26  | 27  |
| 22  | 28  | 29  | 30  | 31  |     |     |     |

| Juni | Juni | Juni | Juni | Juni | Juni | Juni | Juni |
| Kw   | Mo   | Di   | Mi   | Do   | Fr   | Sa   | So   |
| ---- | ---- | ---- | ---- | ---- | ---- | ---- | ---- |
| 22   |      |      |      |      | 1    | 2    | 3    |
| 23   | 4    | 5    | 6    | 7    | 8    | 9    | 10   |
| 24   | 11   | 12   | 13   | 14   | 15   | 16   | 17   |
| 25   | 18   | 19   | 20   | 21   | 22   | 23   | 24   |
| 26   | 25   | 26   | 27   | 28   | 29   | 30   |      |

| Juli | Juli | Juli | Juli | Juli | Juli | Juli | Juli |
| Kw   | Mo   | Di   | Mi   | Do   | Fr   | Sa   | So   |
| ---- | ---- | ---- | ---- | ---- | ---- | ---- | ---- |
| 26   |      |      |      |      |      |      | 1    |
| 27   | 2    | 3    | 4    | 5    | 6    | 7    | 8    |
| 28   | 9    | 10   | 11   | 12   | 13   | 14   | 15   |
| 29   | 16   | 17   | 18   | 19   | 20   | 21   | 22   |
| 30   | 23   | 24   | 25   | 26   | 27   | 28   | 29   |
| 31   | 30   | 31   |      |      |      |      |      |

| August | August | August | August | August | August | August | August |
| Kw     | Mo     | Di     | Mi     | Do     | Fr     | Sa     | So     |
| ------ | ------ | ------ | ------ | ------ | ------ | ------ | ------ |
| 31     |        |        | 1      | 2      | 3      | 4      | 5      |
| 32     | 6      | 7      | 8      | 9      | 10     | 11     | 12     |
| 33     | 13     | 14     | 15     | 16     | 17     | 18     | 19     |
| 34     | 20     | 21     | 22     | 23     | 24     | 25     | 26     |
| 35     | 27     | 28     | 29     | 30     | 31     |        |        |

| September | September | September | September | September | September | September | September |
| Kw        | Mo        | Di        | Mi        | Do        | Fr        | Sa        | So        |
| --------- | --------- | --------- | --------- | --------- | --------- | --------- | --------- |
| 35        |           |           |           |           |           | 1         | 2         |
| 36        | 3         | 4         | 5         | 6         | 7         | 8         | 9         |
| 37        | 10        | 11        | 12        | 13        | 14        | 15        | 16        |
| 38        | 17        | 18        | 19        | 20        | 21        | 22        | 23        |
| 39        | 24        | 25        | 26        | 27        | 28        | 29        | 30        |

| Oktober | Oktober | Oktober | Oktober | Oktober | Oktober | Oktober | Oktober |
| Kw      | Mo      | Di      | Mi      | Do      | Fr      | Sa      | So      |
| ------- | ------- | ------- | ------- | ------- | ------- | ------- | ------- |
| 40      | 1       | 2       | 3       | 4       | 5       | 6       | 7       |
| 41      | 8       | 9       | 10      | 11      | 12      | 13      | 14      |
| 42      | 15      | 16      | 17      | 18      | 19      | 20      | 21      |
| 43      | 22      | 23      | 24      | 25      | 26      | 27      | 28      |
| 44      | 29      | 30      | 31      |         |         |         |         |

| November | November | November | November | November | November | November | November |
| Kw       | Mo       | Di       | Mi       | Do       | Fr       | Sa       | So       |
| -------- | -------- | -------- | -------- | -------- | -------- | -------- | -------- |
| 44       |          |          |          | 1        | 2        | 3        | 4        |
| 45       | 5        | 6        | 7        | 8        | 9        | 10       | 11       |
| 46       | 12       | 13       | 14       | 15       | 16       | 17       | 18       |
| 47       | 19       | 20       | 21       | 22       | 23       | 24       | 25       |
| 48       | 26       | 27       | 28       | 29       | 30       |          |          |

| Dezember | Dezember | Dezember | Dezember | Dezember | Dezember | Dezember | Dezember |
| Kw       | Mo       | Di       | Mi       | Do       | Fr       | Sa       | So       |
| -------- | -------- | -------- | -------- | -------- | -------- | -------- | -------- |
| 48       |          |          |          |          |          | 1        | 2        |
| 49       | 3        | 4        | 5        | 6        | 7        | 8        | 9        |
| 50       | 10       | 11       | 12       | 13       | 14       | 15       | 16       |
| 51       | 17       | 18       | 19       | 20       | 21       | 22       | 23       |
| 52       | 24       | 25       | 26       | 27       | 28       | 29       | 30       |
| 1        | 31       |          |          |          |          |          |          |

## Ereignisse

### Politik und Weltgeschehen

#### Griechenland

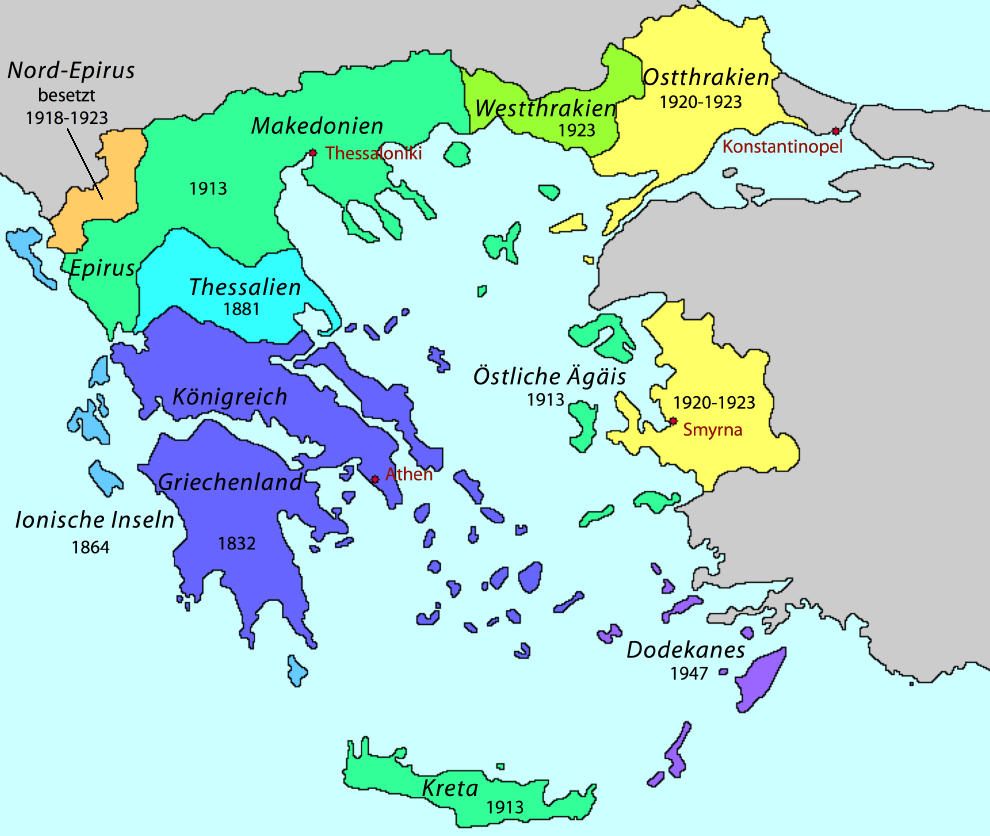
Königreich Griechenland (dunkelblau)

- 17. März: Die Fünfte Griechische Nationalversammlung in Nafplio wählt Otto I. von Wittelsbach zum König von Griechenland.
- 13. April: Augustinos Kapodistrias legt nach knapp vier Monaten sein Amt als Präsident von Griechenland nieder. Die Erste Hellenische Republik hört damit zu existieren auf.
- 7. Mai: Auf der Londoner Konferenz einigen sich Großbritannien, Frankreich und Russland Griechenland als unabhängiges Königreich zu gestalten und sind mit Otto von Wittelsbach als dessen künftigen Herrscher einverstanden. Für seinen Gebietsverlust wird das Osmanische Reich finanziell entschädigt.
- 8. August: Die Nationalversammlung in Nafplio nimmt das Londoner Protokoll einstimmig an.
- 30. August: Ein Londoner Protokoll der Schutzmächte grenzt das Staatsgebiet des Königreichs Griechenland vom Osmanischen Reich ab.

#### Deutscher Bund
- 27. Mai: Dem Aufruf von Philipp Jakob Siebenpfeiffer und Johann Georg August Wirth zum Marsch auf die Maxburg, das Hambacher Schloss, folgen circa 30.000 Menschen aus allen Bevölkerungsschichten und vielen Nationen. Bis zum 30. Mai feiern Demokraten und Nationale das Hambacher Fest für Einheit und Freiheit in Deutschland unter der schwarz-rot-goldenen Fahne.
- 5. Juli: Im Deutschen Bund wird der Gebrauch politischer Abzeichen gesetzlich verboten. Das zielt besonders auf Schwarz-Rot-Gold als Zeichen nationaler Gesinnung. Als Reaktion auf das Hambacher Fest werden ferner Presse-, Vereins- und Versammlungsfreiheit stark eingeschränkt.
- Einführung der neuen Amtsbezeichnung „Bürgermeister“ anstatt des bis dahin gebräuchlichen „Schultheiß“

#### Weitere Ereignisse in Europa
- 11. Mai: In Großbritannien wird ein Anatomiegesetz verabschiedet, um praktizierten Leichendiebstahl zu verhindern.
- 5. Juni: Beginn des Juniaufstandes in Paris
- 7. Juni: Verabschiedung des Reform Act von 1832 in Großbritannien.
- 9. August: Leopold I., König der Belgier, heiratet in der Kapelle des Schlosses Compiègne die französische Prinzessin Louise d’Orléans, Tochter des Königs Louis-Philippe I.
- 15. November: Nach Geheimverhandlungen bilden sechs konservative Schweizer Kantone den Sarnerbund als Reaktion auf das zuvor entstandene Siebnerkonkordat der liberalen Kantone.
- 15. November bis 24. Dezember: Die Belagerung von Antwerpen ist die letzte militärische Aktion in Folge der Belgischen Revolution. Dabei wird die von niederländischen Truppen verteidigte Zitadelle von Antwerpen von französischen Truppen eingenommen.

#### Südamerika
- 12. Februar: Die bisher zu Spanien gehörenden Galapagosinseln werden von Ecuador annektiert.

#### Vereinigte Staaten von Amerika
- 27. August: Mit der Gefangennahme des sich ergebenden Häuptlings Black Hawk endet der letzte Indianerkrieg östlich des Mississippi River in den Vereinigten Staaten.
- 24. November: Das Parlament von South Carolina hebt gültige Zollgesetze des Bundes aus den Jahren 1828 und 1832 in seinem Staatsgebiet auf. Es löst damit die Nullifikationskrise aus. US-Präsident Andrew Jackson setzt daraufhin mehrere Schiffe der Kriegsmarine nach Charleston in Marsch.

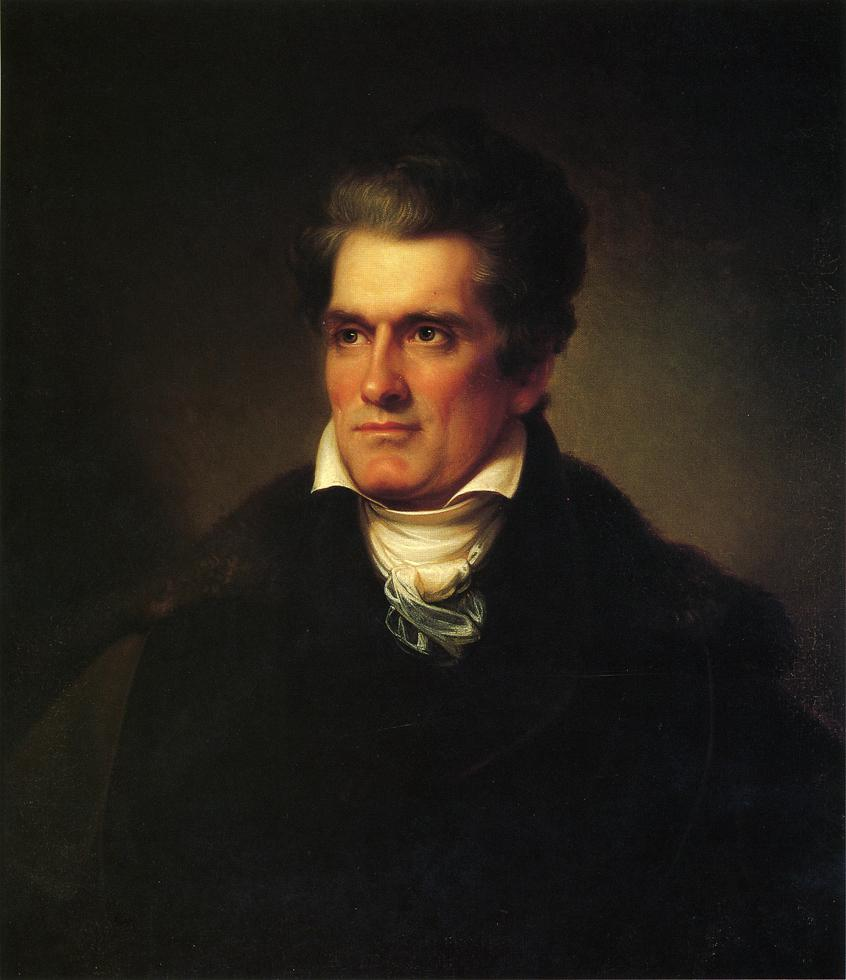
John C. Calhoun

- 28. Dezember: Mit John C. Calhoun tritt erstmals ein Vizepräsident der Vereinigten Staaten vom Amt zurück. Ursache ist seine Doktrin in der Nullifikationskrise, ein Bundesstaat dürfe Bundesgesetze auf seinem Territorium für ungültig erklären.

### Wirtschaft
- 5. Juni: Als Folge der Belgischen Revolution wird als neue Währung der Belgische Franc eingeführt, der in seinem Wert lange Jahre an den Französischen Franc gekoppelt ist.
- 26. September: Der Göta-Kanal in Schweden wird eröffnet. Dadurch soll das Passieren des Öresunds und somit der Sundzoll an Dänemark vermieden werden.
- Die Houghton Mifflin Harcourt Publishing Company wird gegründet.

### Wissenschaft und Technik

#### Expeditionen

##### Die Reise der HMS Beagle
- 6. Januar: Nachdem Madeira nur aus Orientierungsgründen passiert worden ist, ist Teneriffa die erste Station der Beagle. Charles Darwin kann jedoch ebenso wie der Rest der Besatzung wegen einer verhängten Quarantäne nicht an Land gehen.
- 16. Januar: Auf der Kap-Verde-Insel Santiago gibt es die erste Möglichkeit für einen Landgang.
- 28. Februar: Die HMS Beagle erreicht die südamerikanische Küste bei Salvador da Bahia und ankert in der Allerheiligenbucht, Weiterfahrt nach Rio de Janeiro und Beginn der Vermessungsarbeiten.
- 22. September: Charles Darwin entdeckt in der Nähe von Bahía Blanca in Punta Alta seine ersten Fossilien.

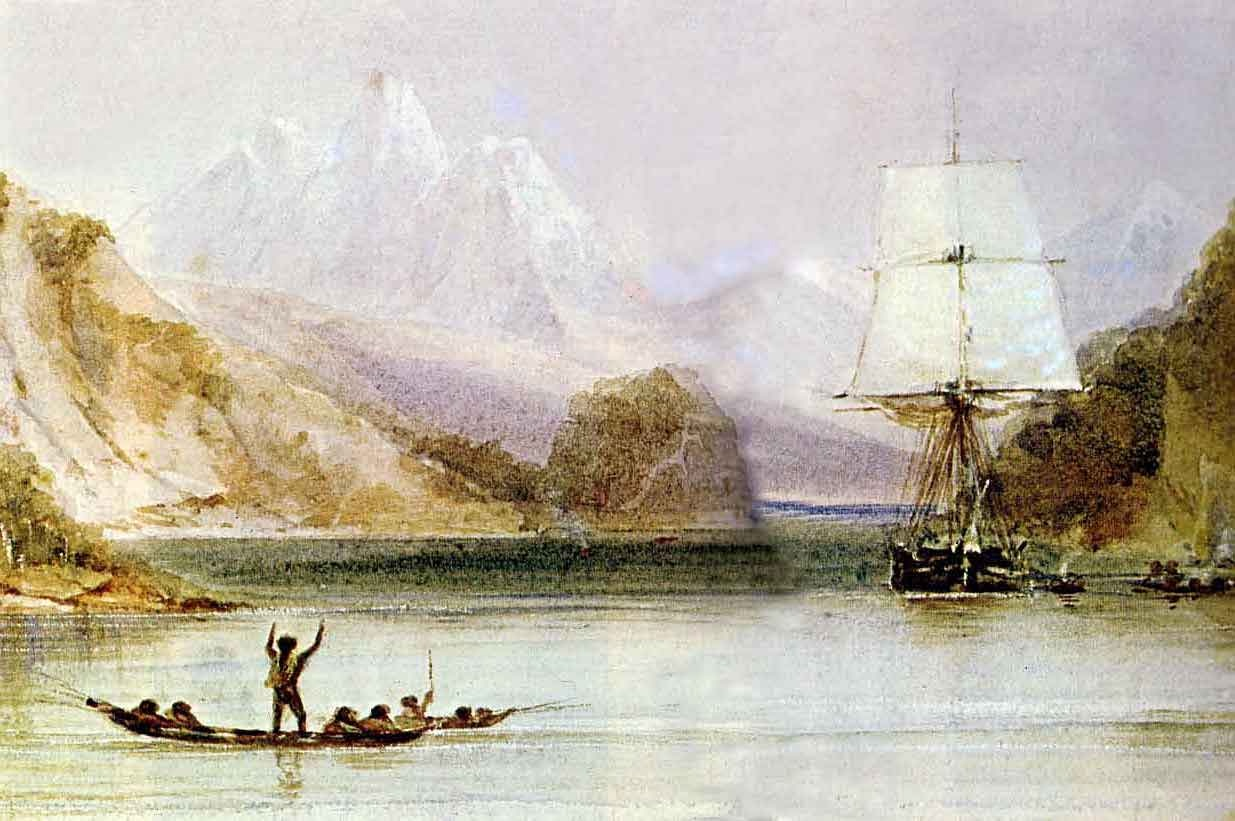
Die Beagle an der Einfahrt zum Beagle-Kanal (Murray Narrows) in Feuerland, Darstellung von Conrad Martens, offizieller Schiffsmaler der Beagle

- Zum Jahreswechsel hält sich die HMS Beagle im Gebiet um Feuerland auf, wo eine Missionsstation errichtet wird. Kapitän Robert FitzRoy entdeckt den Beagle-Kanal.

##### Weitere Expeditionen
- 21. Februar: Eine englische Antarktis-Expedition unter John Biscoe entdeckt die Grahamland vorgelagerten Inseln.
- 13. Juli: Henry Rowe Schoolcraft findet mit dem Lake Itasca die Quellen des Mississippi River.

#### Verkehr
- 1. März: Die seit 1827 bestehende Bahnstrecke Saint-Étienne–Andrézieux wird für den Personenverkehr geöffnet.

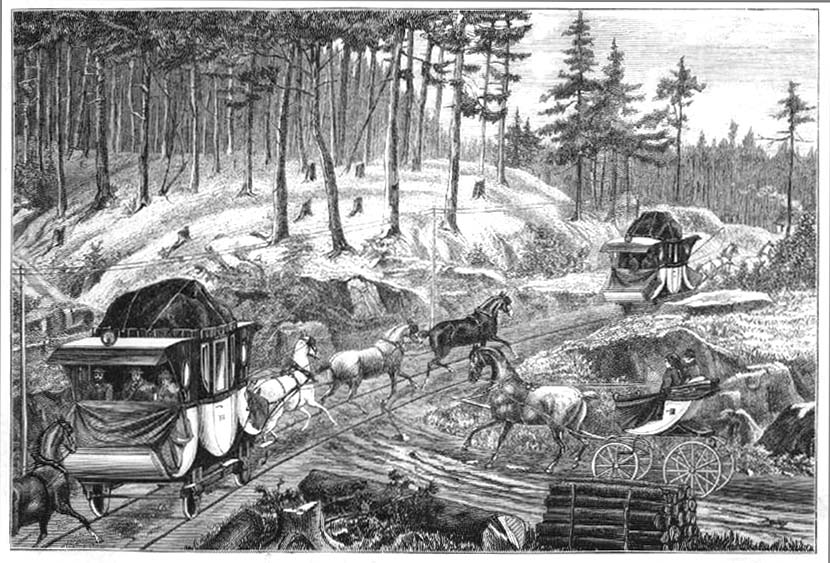
Personenverkehr I. Klasse auf der Strecke Linz–Budweis, Zeichnung von A.Krúzner

- 1. August: Die Pferdeeisenbahn Budweis–Linz wird nach Fertigstellung der letzten Teilstrecke nach Urfahr als zweite europäische Festlandeisenbahn eröffnet. Sie ist mit über 128 Kilometern Länge die längste Pferdeeisenbahn der Welt.
- 1. Oktober: Die Bahnstrecke Saint-Étienne–Lyon wird auf gesamter Länge – vorläufig nur für den Personenverkehr – in Betrieb genommen.
- 26. November: In New York geht die erste Straßenbahn der Welt, eine Pferdebahn, in Betrieb.

#### Naturwissenschaften und Medizin
- 15. Dezember: Carl Friedrich Gauß stellt das erste absolute Maßsystem auf.
- Caroline Eichler konstruiert eine Beinprothese mit Kniegelenk.
- William Whewell prägt den Begriff des Katastrophismus, ein wissenschaftliches Paradigma, das von der überragenden Bedeutung von katastrophalen Ereignissen für die Geschichte unseres Sonnensystems, der Erde und der Entwicklung (Evolution) der Lebewesen ausgeht.

### Kultur

#### Bildende Kunst
- 17. September: Der Klub Hamburgischer junger Künstler wird gegründet.
- 15. Dezember: Die französische Satirezeitschrift Le Charivari druckt die erste Karikatur des Künstlers Honoré Daumier ab, der in den folgenden vierzig Jahren etwa 3.900 Lithografien und Holzstiche aus seiner Hand folgen.
- Die erste Klasse der Moskauer Hochschule für Malerei, Bildhauerei und Architektur beginnt die Ausbildung.

#### Literatur

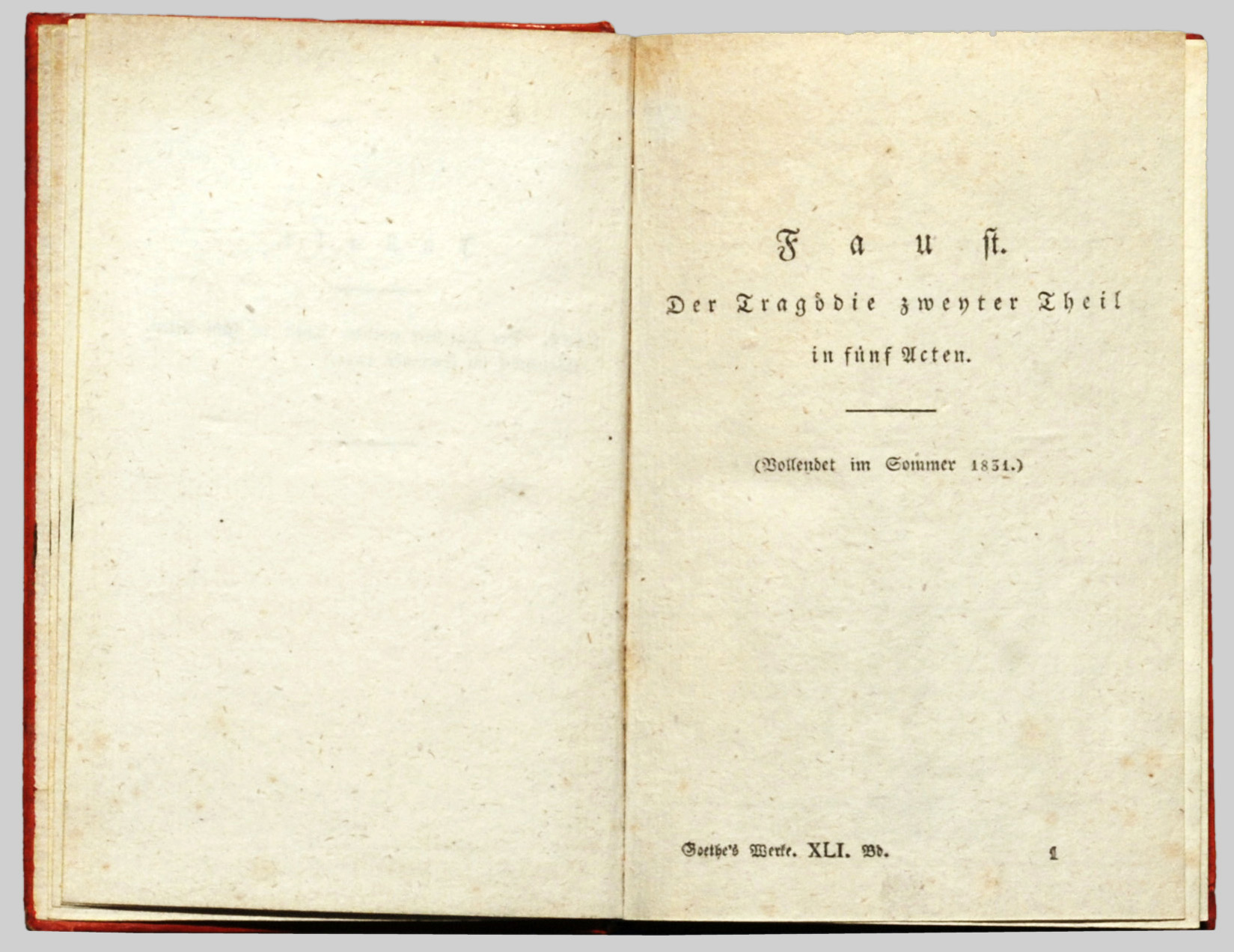
Titelblatt des 1831 vollendeten zweiten Teils des Faust

#### Musik und Theater
- 7. Februar: Die Uraufführung der Oper I Normanni a Parigi (Die Normannen in Paris) von Saverio Mercadante findet in Turin statt.
- 7. Februar: Der gefühlvolle Kerckermeister, ein parodierendes Zauberstück mit Gesang von Johann Nestroy wird als Benefizvorstellung für die erkrankte beliebte junge Schauspielerin und Lokal-Soubrette Thekla Demmer-Kneisel am Theater an der Wien bei Wien uraufgeführt. Die Aufnahme durch das Publikum ist begeistert, bei der Kritik eher gemischt.
- 16. Februar: In Prag erfolgt die Uraufführung der Oper Der Lastträger an der Themse von Conradin Kreutzer.
- 27. April: Dreyßig Jahre aus dem Leben eines Lumpen von Johann Nestroy hat seine Uraufführung.
- 12. Mai: Die komische Oper L’elisir d’amore von Gaetano Donizetti wird am Teatro della Canobbiana in Mailand uraufgeführt. Das Libretto stammt von Felice Romani nach Eugène Scribes Le philtre. Sabine Heinefetter singt die Hauptrolle. Das Werk wird zu einer der meistaufgeführten Opern des Komponisten.
- 1. Oktober: Die Uraufführung des Militärschauspiels His First Campaign von Adolphe Adam erfolgt im Covent Garden in London.
- 5. November: Die Uraufführung des historischen Melodrams The Dark Diamond von Adolphe Adam erfolgt im Covent Garden in London.
- 22. November: Am Théâtre Français in Paris erfolgt die Uraufführung des Dramas Le roi s’amuse von Victor Hugo. Während es die Zustände am absolutistischen Hofe anhand der amourösen Eskapaden des französischen Königs Franz I. und der Kabalen des Hofnarren Triboulet beschreibt, sind die zeitgenössischen Zensoren der Ansicht, es enthalte beleidigende Anspielungen auf König Louis-Philippe und sei allgemein unmoralisch. Das Stück wird daher sofort nach der Uraufführung verboten.

### Gesellschaft
- In London werden der konservative Carlton Club und der liberale Reform Club gegründet.

### Religion
- 24. März: Joseph Smith, der Monate zuvor die Kirche Jesu Christi der Heiligen der Letzten Tage gegründet hat, wird in Hiram (Ohio) von einigen Einwohnern geteert und gefedert.
- 9. Juni: Die Unterdrückung Polens durch Zar Nikolaus I. nimmt Papst Gregor XVI. zum Anlass, in der Enzyklika Cum primum über den bürgerlichen Gehorsam von Christen nachzudenken.
- 30. Juni: Die Erstausgabe der katholischen Schweizerischen Kirchenzeitung erscheint in Luzern.
- 15. August: Gregor XVI. veröffentlicht die Enzyklika Mirari vos arbitramur, in der er sich gegen die allgemeine Freiheit des Gewissens und der Meinungsäußerung ausspricht.
- Gründung der beiden Missiovereine Franziskus-Xaverius-Verein zur Unterstützung der katholischen Missionen in Aachen und des Ludwig-Missions-Vereins in München.

### Katastrophen
Die Cholera-Pandemie erreicht aus Mitteleuropa kommend England. Unter der Leitung von Edwin Chadwick wird als Reaktion auf erste Cholerafälle in London im Sinne der Miasmentheorie angeordnet, Abwässer und Verschlammungen aus den übelriechenden Abwasserkanälen in die Themse zu spülen. Da die Unternehmen, die London mit Trinkwasser versorgten, dieses aber der Themse entnehmen, führt die Maßnahme zur Verseuchung des Trinkwassers und einer Epidemie mit 14.000 Toten.

### Sport
- Auf dem Telliring in Aarau wird anlässlich des ersten Eidgenössischen Turnfests der Eidgenössische Turnverein gegründet.

## Geboren

### Januar/Februar
- 01. Januar: Thomas Theodore Crittenden, US-amerikanischer Politiker († 1909)
- 01. Januar: Charles N. Felton, US-amerikanischer Politiker († 1914)
- 01. Januar: Aloys Kunc, französischer Komponist und Organist († 1895)
- 05. Januar: Edwin O. Stanard, US-amerikanischer Politiker († 1914)
- 06. Januar: Gustave Doré, französischer Maler und Graphiker († 1883)
- 06. Januar: Lodovico Jacobini, Kardinal und päpstlicher Staatssekretär († 1887)
- 13. Januar: Horatio Alger, US-amerikanischer Autor († 1899)
- 17. Januar: Johannes Strebel, deutscher Orgelbauer († 1909)
- 17. Januar: Marie Wieck, deutsche Pianistin und Sängerin († 1916)
- 19. Januar: Ferdinand Laub, tschechischer Geiger († 1875)
- 20. Januar: William Larrabee, US-amerikanischer Politiker († 1912)
- 21. Januar: Jules Assézat, französischer Journalist, Verleger und Anthropologe († 1876)
- 21. Januar: Heinrich Honegger, Schweizer Jurist und Politiker († 1889)
- 21. Januar: Carl Hubert von Wendt, deutscher Gutsbesitzer und Politiker der Zentrumspartei († 1903)

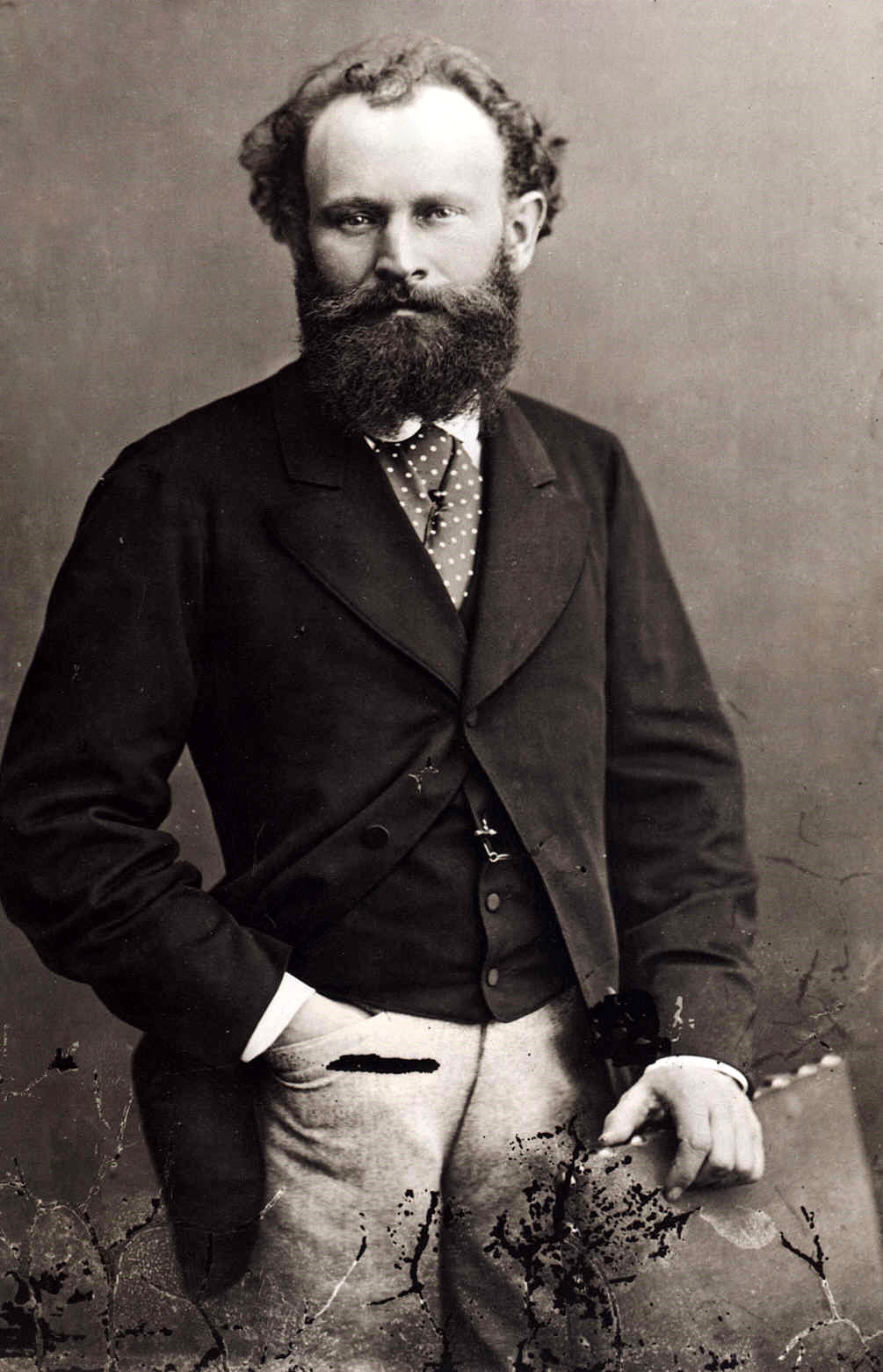
Édouard Manet

- 23. Januar: Édouard Manet, französischer Maler († 1883)
- 24. Januar: Albert Arnz, deutscher Landschaftsmaler († 1914)
- 24. Januar: Joseph Choate, US-amerikanischer Jurist und Diplomat († 1917)
- 25. Januar: Paul Bronsart von Schellendorff, preußischer General und Kriegsminister († 1891)
- 25. Januar: Iwan Iwanowitsch Schischkin, russischer Maler und Grafiker († 1898)

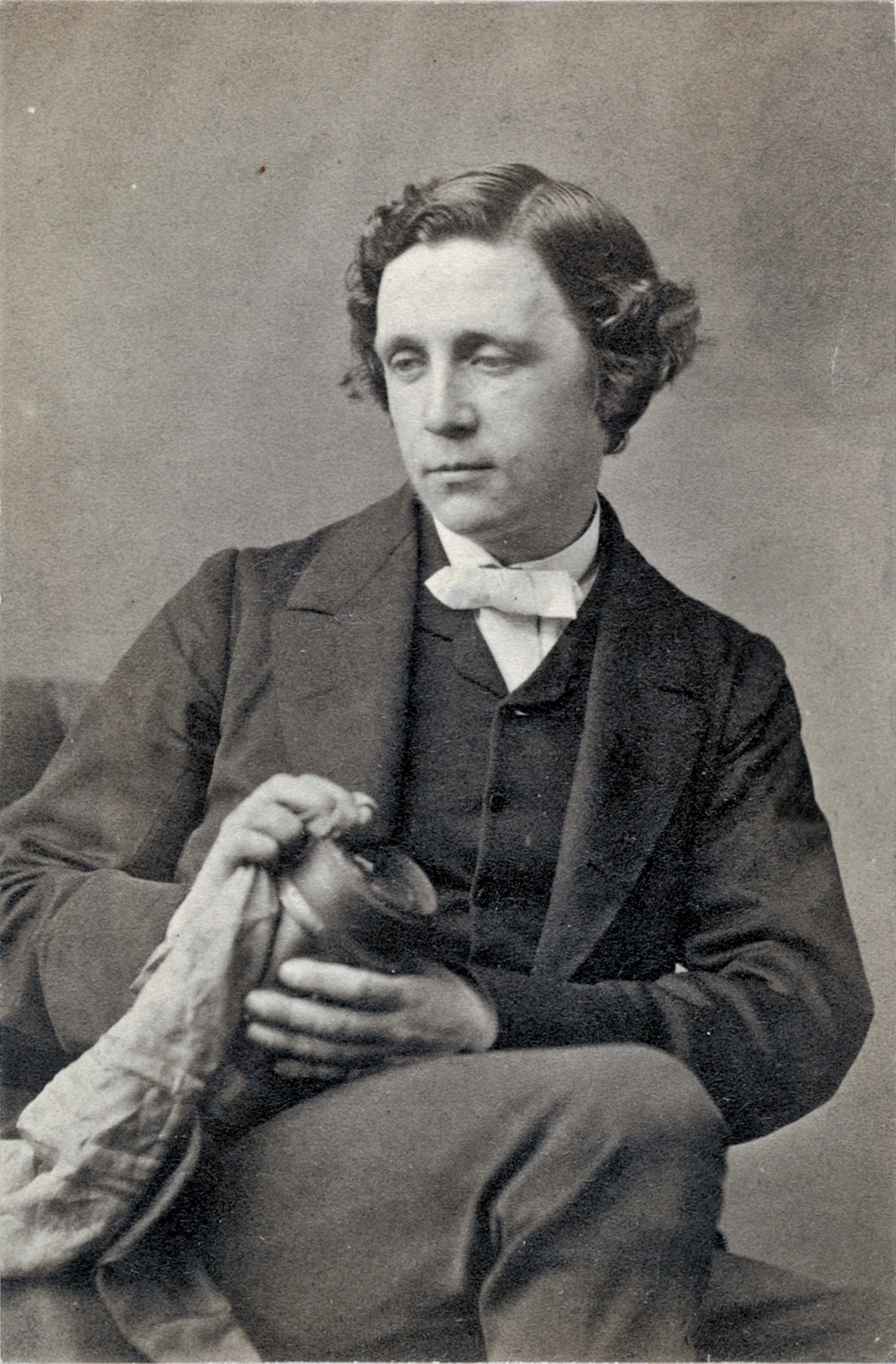
Lewis Carroll

- 27. Januar: Lewis Carroll, britischer Schriftsteller, Mathematiker und Fotograf († 1898)
- 27. Januar: Arthur Hughes, britischer Illustrator und Maler († 1915)
- 28. Januar: Franz Wüllner, deutscher Komponist und Dirigent († 1902)
- 29. Januar: Nikolai Ignatjew, russischer General und Diplomat († 1908)
- 30. Januar: Anton von Schullern zu Schrattenhofen, österreichischer Lyriker und Schulmann († 1889)
- 30. Januar: Karl von Thielen, deutscher Politiker († 1906)
- 02. Februar: Timotheus Attar, osmanischer Bischof († 1891)
- 03. Februar: Abram P. Williams, US-amerikanischer Politiker († 1911)
- 06. Februar: John B. Gordon, US-amerikanischer General († 1904)
- 07. Februar: Hannah Whitall Smith, US-amerikanische Frauenrechtlerin, Autorin und Führerin der Heiligungsbewegung († 1911)
- 09. Februar: Adele Spitzeder, deutsche Anlagebetrügerin († 1895)
- 14. Februar: Johann Martin Bürkle, deutscher evangelischer Geistlicher und Schriftsteller († 1916)
- 15. Februar: Nicolás Ruiz Espadero, kubanischer Pianist und Komponist († 1890)
- 13. Februar: Johann Wilhelm Anton Albrecht Müller, deutscher Pathologe († 1909)
- 18. Februar: Octave Chanute, US-amerikanischer Eisenbahningenieur und Luftfahrt-Pionier († 1910)
- 18. Februar: Nathaniel P. Hill, US-amerikanischer Politiker († 1900)
- 21. Februar: John L. Barstow, US-amerikanischer Politiker († 1913)
- 22. Februar: Rudolf Baxmann, deutscher evangelischer Theologe († 1869)
- 22. Februar: Alexander Meyer, deutscher Journalist, Liberaler und Freihändler († 1908)
- 25. Februar: Karl Bartsch, deutscher Philologe und Gründer des ersten Germanistischen Instituts in Deutschland († 1888)
- 25. Februar: Maximilian Schmidt, bayerischer Heimatschriftsteller († 1919)
- 26. Februar: Thomas Anderson, schottischer Botaniker († 1870)

### März/April
- 01. März: Ludwig Franzius, Baudirektor für Weserkorrektion († 1903)
- 01. März: Friedrich Grützmacher, deutscher Cellist und Komponist († 1903)
- 01. März: Josef Matras, österreichischer Schauspieler und Sänger († 1887)
- 02. März: Rudolf Löw, Schweizer Komponist und Organist († 1898)
- 03. März: Luigi Macchi, italienischer Kurienkardinal († 1907)
- 03. März: Pieter de Jong, niederländischer Orientalist († 1890)
- 05. März: Isaac Israel Hayes, US-amerikanischer Arzt und Polarforscher († 1881)
- 05. März: Alfred Jaell, österreichischer Pianist und Komponist († 1882)
- 05. März: Mathilde von Rothschild, deutsche Mäzenatin († 1924)
- 07. März: Jemima Morrell, englische Reiseschriftstellerin und Illustratorin († 1909)
- 11. März: William Ruffin Cox, General der Konföderierten († 1919)
- 12. März: Charles Cunningham Boycott, britischer Gutsverwalter in Irland († 1897)
- 12. März: Charles Friedel, französischer Chemiker († 1899)
- 12. März: Walter Grimshaw, britischer Autor von Schachproblemen († 1890)
- 13. März: Josef Albert Amann, deutscher Gynäkologe († 1906)
- 13. März: Olympe Audouard, französische Frauenrechtlerin († 1890)
- 17. März: Walter Q. Gresham, US-amerikanischer Politiker († 1895)
- 18. März: Wenzel Lustkandl, österreichischer Politiker und Jurist († 1906)
- 25. März: Nikolaus Rüdinger, Anatom († 1896)
- 29. März: Carl Haunold, österreichischer Maler und Librettist († 1911)
- 29. März: Julius Mařák, tschechisch-böhmischer Landschaftsmaler zwischen Romantik und Realismus († 1899)
- 30. März: Roger Q. Mills, US-amerikanischer Politiker († 1911)
- 03. April: Eugen von Keyserling, deutschbaltischer Forschungsreisender und Arachnologe († 1889)
- 04. April: Fedor Flinzer, deutscher Autor, Pädagoge und Illustrator († 1911)
- 04. April: Josef Zítek, böhmischer Architekt († 1909)
- 05. April: Ernst Wagner, deutscher Prähistoriker († 1920)
- 06. April: Emil von Riedel, bayerischer Politiker († 1906)
- 08. April: Alfred von Waldersee, deutscher Militär, Generalfeldmarschall Preußens († 1904)
- 10. April: Alexander McDonald, US-amerikanischer Politiker († 1903)

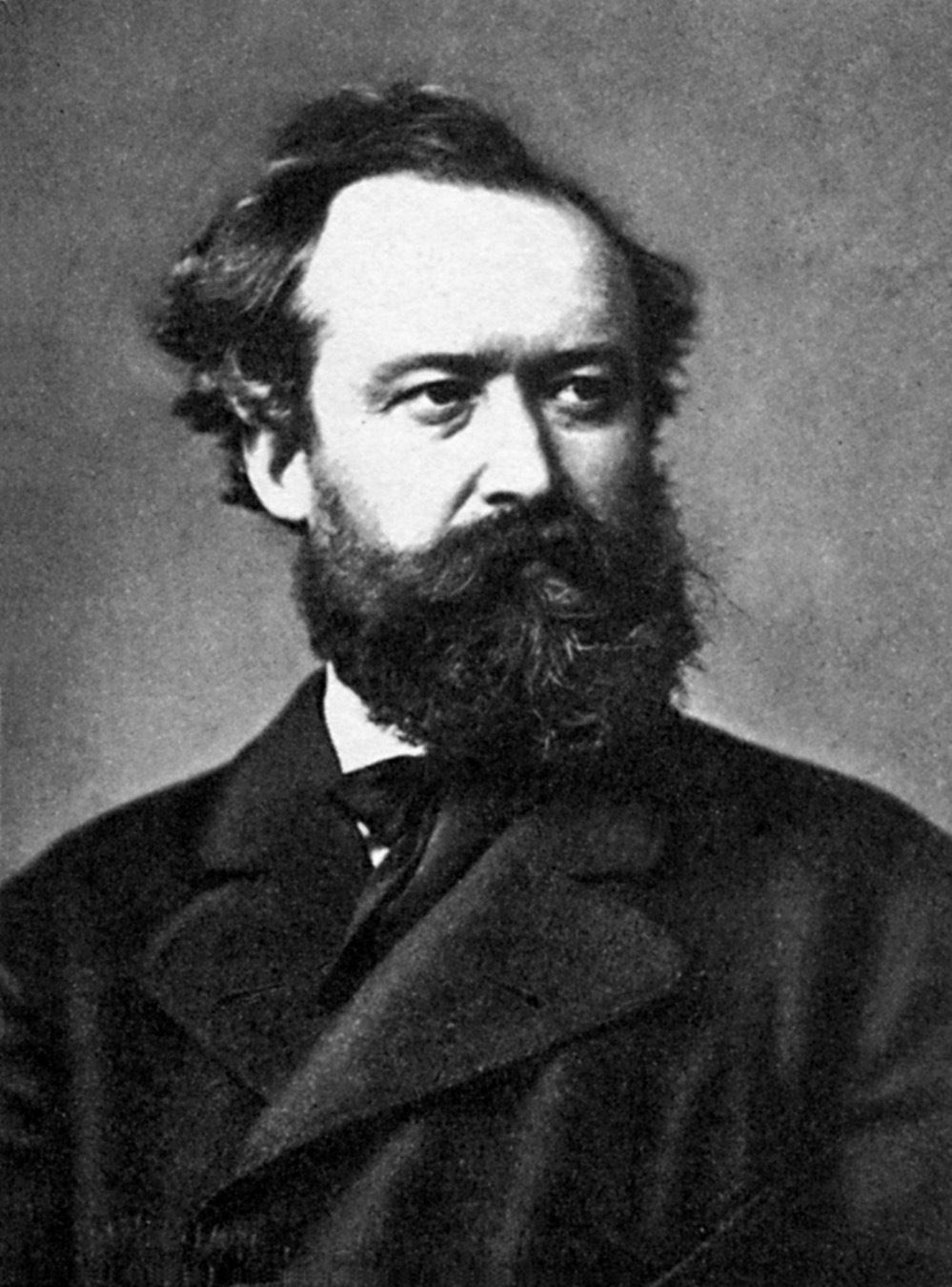
Wilhelm Busch 1878

- 14. April: Wilhelm Busch, deutscher Dichter und Zeichner († 1908)
- 14. April: Herbert Viktor Anton Pernice, deutscher Jurist († 1875)
- 15. April: Herbert Vaughan, britischer Kardinal († 1903)
- 17. April: Oskar von Collas, preußischer Generalmajor († 1889)
- 18. April: Laurenz Schönenberger, Schweizer Politiker († 1900)
- 19. April: José Echegaray, spanischer Schriftsteller, Politiker († 1916)
- 20. April: Eduard Langhans, Schweizer evangelischer Geistlicher und Hochschullehrer († 1891)
- 21. April: Werner Munzinger, Schweizer Afrikaforscher († 1875)
- 30. April: Johann Baptist Hofner, deutscher Maler († 1913)

### Mai/Juni
- 02. Mai: Santo Siorpaes, italienischer Bergsteiger († 1900)
- 06. Mai: Jan Ondříček, tschechischer Kapellmeister, Geiger und Musikpädagoge († 1900)
- 14. Mai: Rudolf Lipschitz, deutscher Mathematiker († 1903)
- 17. Mai: Heinrich Holtzmann, protestantischer Theologe († 1910)
- 17. Mai: Gneomar Ernst von Natzmer, preußischer Offizier und Militärschriftsteller († 1896)
- 20. Mai: Charles Umpherston Aitchison, britischer Kolonialbeamter († 1896)
- 20. Mai: Garretson W. Gibson, liberianischer Präsident († 1910)
- 21. Mai: Andreas August Carl Hermann Auleb, deutscher Jurist, Autor und Politiker († 1911)
- 21. Mai: Hudson Taylor, christlicher Missionar in China († 1905)
- 22. Mai: George Washington Anderson, US-amerikanischer Politiker († 1902)
- 24. Mai: Fulvio Fulgonio, italienischer Schriftsteller und Librettist († 1904)
- 25. Mai: Jules Blanchard, französischer Bildhauer († 1916)
- 26. Mai: Arnold Hug, schweizerischer Altphilologe († 1895)
- 26. Mai: Nakamura Keiu, japanischer Pädagoge und Übersetzer († 1891)
- 27. Mai: Zenas Ferry Moody, US-amerikanischer Politiker († 1917)
- 28. Mai: Heinrich XIV., Fürst Reuß jüngerer Linie, deutscher Reichsfürst († 1913)
- 02. Juni: Charles Colin, französischer Oboist, Organist, Musikpädagoge und Komponist († 1881)

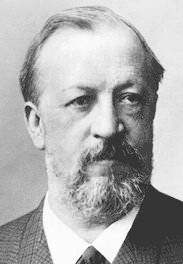
Nicolaus August Otto

- 10. Juni: Nikolaus Otto, deutscher Maschinenbauer († 1891)
- 11. Juni: Augustus Hill Garland, US-amerikanischer Politiker († 1899)
- 11. Juni: Christian Nikolaus Schnittger, deutscher Maler, Zeichner und Fotograf († 1896)
- 11. Juni: Jules Vallès, französischer Publizist, Romanschriftsteller, Revolutionär und Journalist († 1885)
- 17. Juni: William Crookes, englischer Physiker, Chemiker und Wissenschaftsjournalist († 1919)
- 20. Juni: Benjamin H. Bristow, US-amerikanischer Politiker († 1896)
- 21. Juni: Heinrich Ernst Stötzner, deutscher Pädagoge († 1910)
- 22. Juni: Heinrich de Ahna, österreichischer Violinist († 1892)
- 22. Juni: Constant Dinichert, Schweizer Uhrenfabrikant und Politiker († 1916)
- 25. Juni: Johannes Engelmann, baltischer Jurist († 1912)
- 29. Juni: Rafqa Pietra Choboq Ar-Rayès, Heilige der katholischen Kirche († 1914)

### Juli/August
- 05. Juli: Pawel Petrowitsch Tschistjakow, russischer Maler († 1919)
- 06. Juli: Ferdinand Maximilian von Österreich, Kaiser von Mexiko († 1867)
- 06. Juli: Alexis André, kanadischer Priester und Missionar († 1893)
- 07. Juli: Eduard Mulder, niederländischer Chemiker († 1924)
- 10. Juli: Alvan Graham Clark, US-amerikanischer Astronom und Teleskopmacher († 1897)
- 12. Juli: Ernst Heinrich Gebhardt, deutscher Liederdichter und Methodistenprediger († 1899)
- 14. Juli: Lucien Quélet, französischer Mykologe und Naturforscher († 1899)
- 16. Juli: Ferdinando Acton, italienischer Admiral und Marineminister († 1891)
- 16. Juli: Alexander von Harder, deutscher Naturforscher († 1879)
- 16. Juli: Camille du Locle, französischer Librettist († 1903)
- 17. Juli: August Söderman, schwedischer Komponist der Romantik († 1876)
- 18. Juli: Leopold von Pezold, deutsch-baltischer Journalist († 1907)
- 19. Juli: Jānis Līcis, lettischer Priester und orthodoxer Märtyrer († 1905)
- 22. Juli: Colin Archer, norwegischer Yacht- und Schiffskonstrukteure († 1921)
- 29. Juli: Josef Schöffel, österreichischer Journalist und Politiker († 1910)
- 30. Juli: George Lemuel Woods, US-amerikanischer Politiker († 1890)
- 02. August: Carl Justi, deutscher Philosoph und Kunsthistoriker († 1912)
- 02. August: Henry Steel Olcott, US-amerikanischer Mitbegründer der Theosophischen Gesellschaft († 1907)
- 02. August: Samuel E. Pingree, US-amerikanischer Politiker († 1922)
- 03. August: Edward Wilmot Blyden, liberianischer Staatsmann und Panafrikanist († 1912)
- 03. August: Ivan Zajc, kroatischer Komponist und Dirigent († 1914)
- 07. August: Max Lange, deutscher Schachspieler († 1899)
- 08. August: Georg I., Thronfolger von Albert I. (Sachsen) († 1904)
- 09. August: Alexander von Monts, deutscher Offizier der Marine († 1889)
- 10. August: Elise Henle, deutsche Schriftstellerin († 1892)
- 12. August: Peter Soemer, deutscher Theologe und Dichter († 1902)

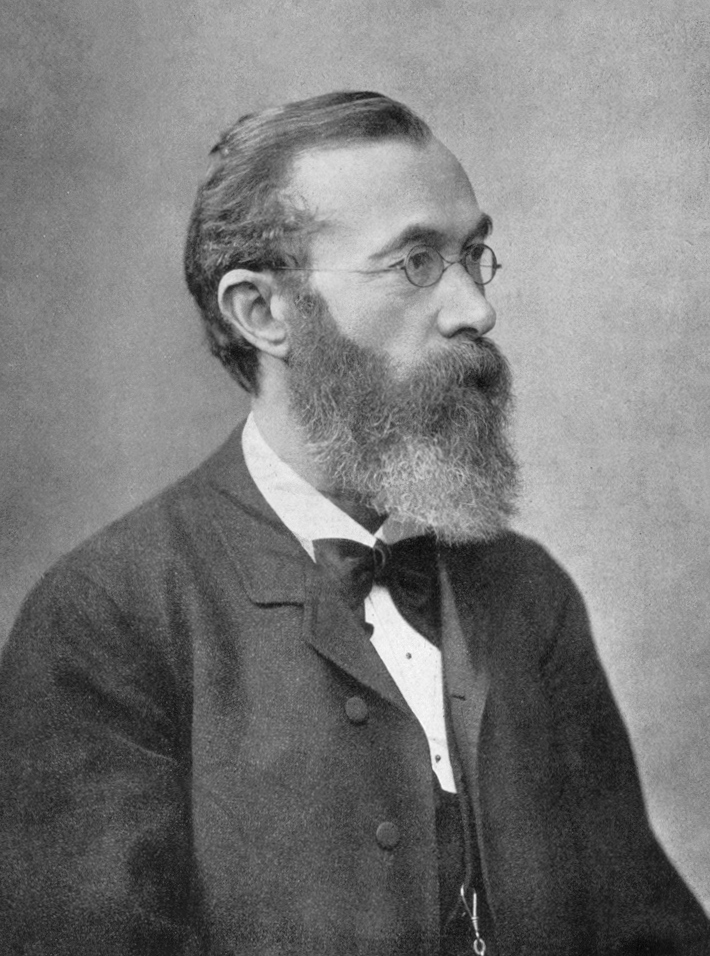
Wilhelm Wundt, 1902

- 16. August: Wilhelm Wundt, deutscher Philosoph und Psychologe († 1920)

### September/Oktober
- 01. September: Hermann Steudner, deutscher Naturforscher († 1863)
- 03. September: Wilhelm Ludwig Conrad Listemann, Kommunalpolitiker in Magdeburg († 1893)
- 04. September: Antonio Agliardi, Kardinal der katholischen Kirche († 1915)
- 07. September: Emilio Castelar, spanischer Schriftsteller und Politiker († 1899)
- 10. September: Randall L. Gibson, US-amerikanischer Politiker und General der Konföderiertenarmee († 1892)
- 10. September: Otto Knille, deutscher Maler († 1898)
- 12. September: C. W. Damodaram Pillai, tamilischer Philologe († 1901)
- 17. September: Wendelin Boeheim, österreichischer Waffentechniker, Offizier, Journalist und Museumsbedienster († 1900)
- 19. September: Moses Kimball Armstrong, US-amerikanischer Politiker († 1906)
- 20. September: Johann Joseph Abert, sudetendeutscher Komponist († 1915)
- 21. September: Louis Paul Cailletet, französischer Physiker († 1913)
- 29. September: Miguel Miramón, mexikanischer General († 1867)
- 29. September: Antonio Smith, chilenischer Landschaftsmaler († 1877)
- 30. September: Frederick Roberts, 1. Earl Roberts, britischer Generalfeldmarschall († 1914)
- 02. Oktober: Edward Tylor, britischer Anthropologe († 1917)
- 02. Oktober: Julius Sachs, deutscher Botaniker († 1897)
- 03. Oktober: Edward F. Noyes, US-amerikanischer Politiker († 1890)
- 04. Oktober: Joseph Munsch, österreichischer Maler († 1896)
- 04. Oktober: Hugo Oelbermann, deutscher Dichter und Buchhändler(† 1898)
- 06. Oktober: August Eisenlohr, deutscher Ägyptologe († 1902)
- 06. Oktober: Christian Mali, deutscher Kunstmaler und Professor († 1906)
- 06. Oktober: Hermann Roelcke, deutscher Unternehmer, Spekulant († 1896)
- 07. Oktober: William Thomas Blanford, englischer Geologe, Zoologe und Naturforscher († 1905)
- 08. Oktober: Pjotr Sokalski, russischer Komponist und Musikwissenschaftler († 1887)
- 14. Oktober: Johan Wolter Arnberg, schwedischer Nationalökonom und Bankdirektor († 1900)
- 14. Oktober: Heinrich Rattermann, deutschamerikanischer Schriftsteller und Zeitschriftenherausgeber († 1923)
- 15. Oktober: Karl Atz, italienischer Kunsthistoriker und Priester († 1913)
- 15. Oktober: Friedrich Tietjen, deutscher Astronom († 1895)
- 16. Oktober: Gideon C. Moody, US-amerikanischer Politiker († 1904)
- 16. Oktober: George Crockett Strong, US-amerikanischer General († 1863)
- 18. Oktober: Matthäus Much, österreichischer Denkmalpfleger und Archäologe († 1909)
- 20. Oktober: Anton Romako, österreichischer Maler († 1889)
- 20. Oktober: Constantin Lipsius, deutscher Architekt und Architekturtheoretiker († 1894)
- 21. Oktober: Gustav Langenscheidt, deutscher Sprachlehrer und Verlagsbuchhändler († 1895)
- 21. Oktober: Valdemar Tofte, dänischer Geiger und Musikpädagoge († 1907)
- 28. Oktober: Caroline Hammer, dänische Fotografin († 1915)

### November/Dezember
- 01. November: Richard B. Hubbard, US-amerikanischer Diplomat und Politiker († 1901)
- 01. November: Gottfred Matthison-Hansen, dänischer Komponist († 1909)
- 07. November: Andrew Dickson White, US-amerikanischer Diplomat, Schriftsteller and Pädagoge († 1918)
- 08. November: Franz Schmitz, deutscher Architekt († 1894)
- 09. November: Émile Gaboriau, französischer Schriftsteller († 1873)
- 16. November: Paul Cérésole, Schweizer Politiker († 1905)
- 18. November: Adolf Erik Nordenskiöld, finnisch-schwedischer Polarforscher († 1901)
- 19. November: Gustav Teichmüller, deutscher Philosoph und Schriftsteller († 1888)
- 26. November: Mary Edwards Walker, US-amerikanische Ärztin und Frauenrechtlerin († 1919)
- 28. November: Leslie Stephen, englischer Kleriker, Schriftsteller und Bergsteiger († 1904)
- 29. November: Louisa May Alcott, US-amerikanische Schriftstellerin († 1888)
- 30. November: George Whitman Hendee, US-amerikanischer Politiker († 1906)
- 01. Dezember: Friedrich Helbig, deutscher Jurist und Schriftsteller († 1896)
- 08. Dezember: Bjørnstjerne Bjørnson, norwegischer Dichter und Politiker († 1910)
- 08. Dezember: Friedrich Junge, deutscher Biologe († 1905)
- 08. Dezember: Wilhelm Anton Riedemann, deutscher Kaufmann und Unternehmer († 1920)
- 10. Dezember: Karl Eduard Ferdinand Ascherson, deutscher Klassischer Philologe und Bibliothekar († 1904)
- 12. Dezember: Adolf von Arnim-Boitzenburg, deutscher Politiker († 1887)
- 12. Dezember: Peter Ludwig Mejdell Sylow, norwegischer Mathematiker († 1918)
- 14. Dezember: Thomas L. Young, US-amerikanischer Politiker († 1888)

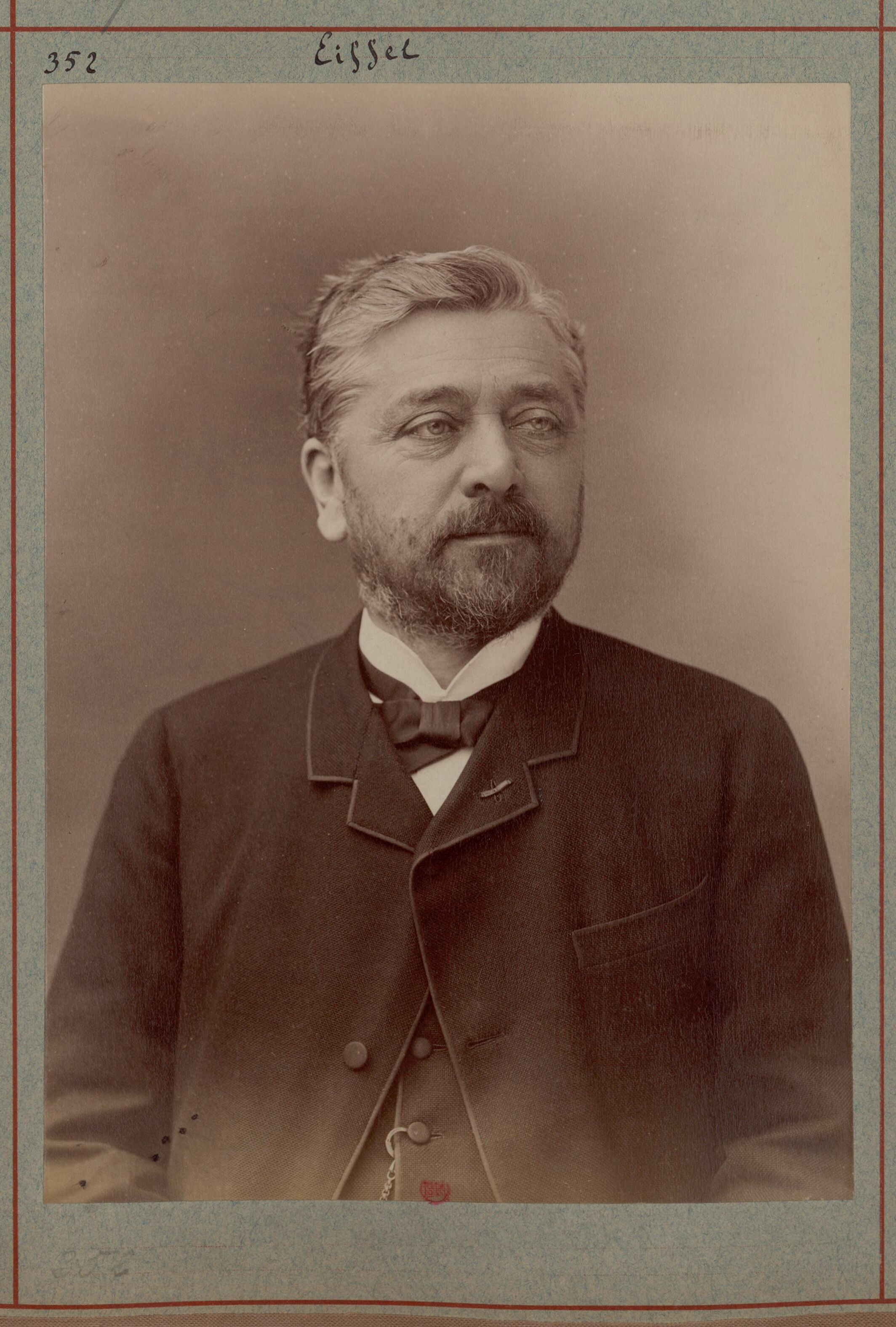
Gustave Eiffel, 1888

- 15. Dezember: Gustave Eiffel, französischer Ingenieur († 1923)
- 16. Dezember: Wilhelm Foerster, deutscher Astronom († 1921)
- 17. Dezember: Thomas McKenny Hughes, britischer Geologe und Paläontologe († 1917)
- 24. Dezember: Paul Pacher von Theinburg, österreichischer Industrieller und Politiker († 1906)
- 27. Dezember: Pawel Michailowitsch Tretjakow, russischer Kaufmann, Kunstmäzen und Kunstsammler († 1898)
- 28. Dezember: Melchior zur Strassen, deutscher Bildhauer († 1896)
- 29. Dezember: Werner Friedrich Alexander Ulfried von Arnswaldt, deutscher Rittergutsbesitzer, Jurist und Politiker († 1899)
- 29. Dezember: Gustav Kálnoky, österreichisch-ungarischer Staatsmann und Diplomat († 1898)
- 29. Dezember: Franz Pönninger, österreichischer Bildhauer und Medailleur († 1906)

### Genaues Geburtsdatum unbekannt
- Naftali Amsterdam, russischer Rabbiner († 1916)
- Julián Gavino Arcas Lacal, spanischer Gitarrist, Komponist und Gitarrenlehrer († 1882)

## Gestorben

### Erstes Quartal
- 09. Januar: Karl von Kügelgen, russischer Hof- und Kabinettmaler (* 1772)
- 10. Januar: Andrew Henry, US-amerikanischer Trapper und Pelzhändler (* 1775)
- 26. Januar: Alexander Cochrane, britischer Admiral (* 1758)
- 26. Januar: Johan Storm Munch, norwegischer Bischof und Verfasser (* 1778)
- 28. Januar: Augustin-Daniel Belliard, französischer General (* 1769)
- 28. Januar: Carsten Tank, norwegischer Kaufmann und Politiker (* 1766)
- 30. Januar: Johann David August von Apell, deutscher Komponist, Schriftsteller, Theaterdirektor und geheimer Kammerrat (* 1754)
- 03. Februar: Karl Viktor von Bonstetten, Schweizer Schriftsteller (* 1745)
- 09. Februar: Franz Boos, deutscher Gärtner (* 1753)
- 10. Februar: Wilhelm Hepp, deutscher Orgelbauer (* 1764)
- 11. Februar: Julius Wilhelm von Oppel, deutscher Staatsmann (* 1766)
- 15. Februar: Asa Adgate, US-amerikanischer Jurist und Politiker (* 1767)
- 29. Februar: Louis Auguste Curtat, Schweizer evangelischer Geistlicher und Politiker (* 1759)

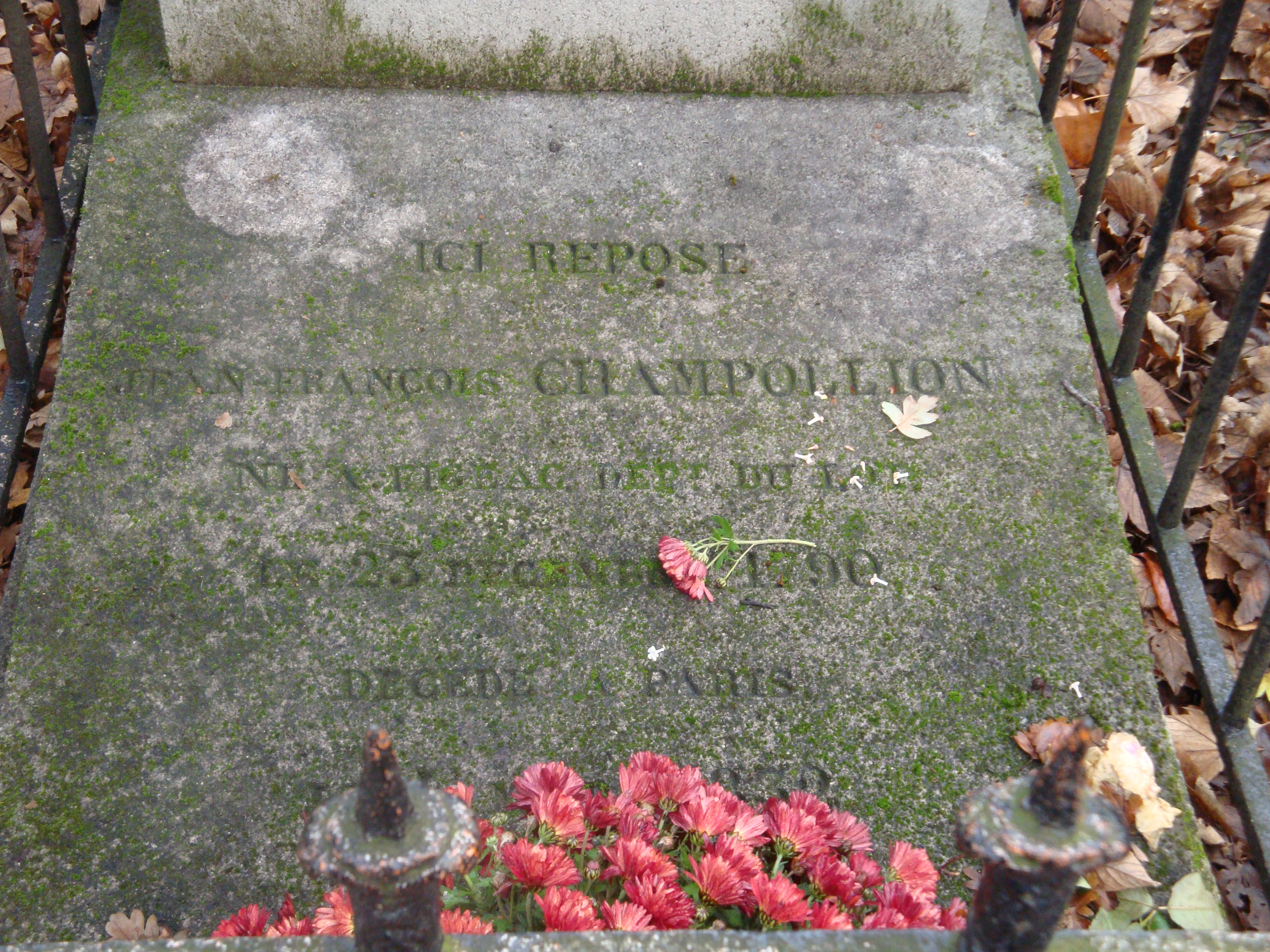
Champollions Grab auf dem Friedhof Père-Lachaise

- 04. März: Jean-François Champollion, französischer Sprachwissenschaftler (* 1790)
- 10. März: Muzio Clementi, klassischer Komponist (* 1752)
- 12. März: Friedrich Kuhlau, deutscher Komponist (* 1786)
- 19. März: Ludwig Halirsch, österreichischer Beamter und Dichter (* 1802)

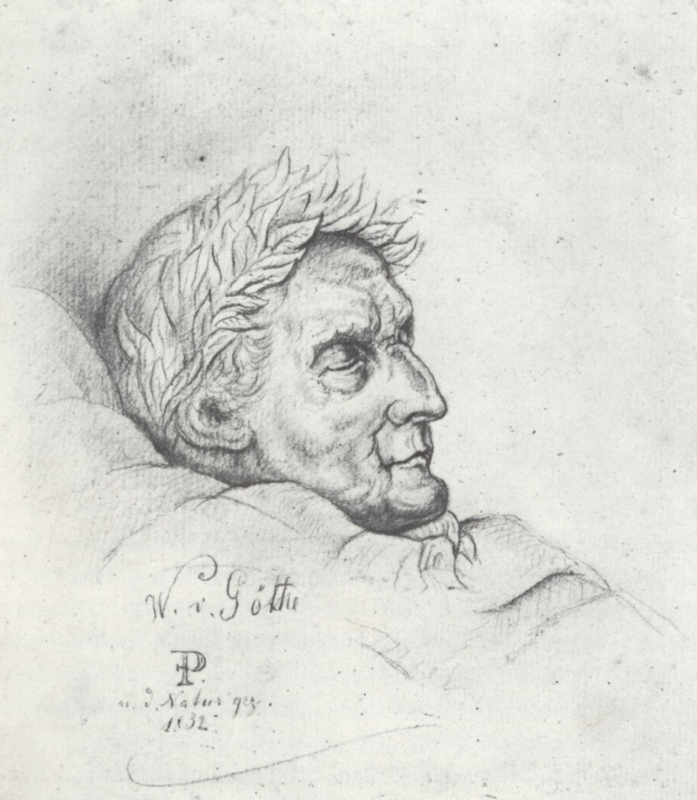
Der tote, mit Lorbeeren bekränzte Goethe im Sterbebett; naturgetreue Bleistiftzeichnung Friedrich Prellers des Älteren

- 22. März: Johann Wolfgang von Goethe, deutscher Dichter und Naturforscher (* 1749)
- 26. März: Corentin de Leissegues, französischer Admiral (* 1758)
- 27. März: Franz Niklaus König, Schweizer Genre- und Porträtmaler (* 1765)
- 28. März: Lazarus Bendavid, deutscher Mathematiker und Philosoph (* 1762)
- 29. März: Maria Theresia von Österreich-Este, Königin von Sardinien-Piemont (* 1773)
- 30. März: Stephen Groombridge, englischer Astronom und Handelsmann (* 1755)
- 31. März: Franz Sartori, österreichischer Arzt und Schriftsteller (* 1782)

### Zweites Quartal
- 13. April: Jean-Baptiste Jacques Augustin, französischer Maler (* 1759)
- 16. April: Justus Christian Loder, deutsch-baltischer Mediziner (* 1753)
- 17. April: Peter Anker, norwegischer Diplomat und Gouverneur (* 1744)
- 20. April: John Parker, US-amerikanischer Politiker (* 1759)
- 21. April: Karl Wilhelm Ferdinand Unzelmann, deutscher Schauspieler und Sänger (* 1753)
- 22. April: Wilhelm Würfel, tschechischer, Komponist, Organist, Pianist und Musikpädagoge (* 1790)
- 24. April: Francis de Rottenburg, britischer General und Militärschriftsteller (* 1757)
- 28. April: Friedrich Gottlob Hayne, deutscher Botaniker, Apotheker und Hochschullehrer (* 1763)
- 09. Mai: Camillo Filippo Ludovico Borghese, Fürst zu Sulmona und Rossano (* 1775)

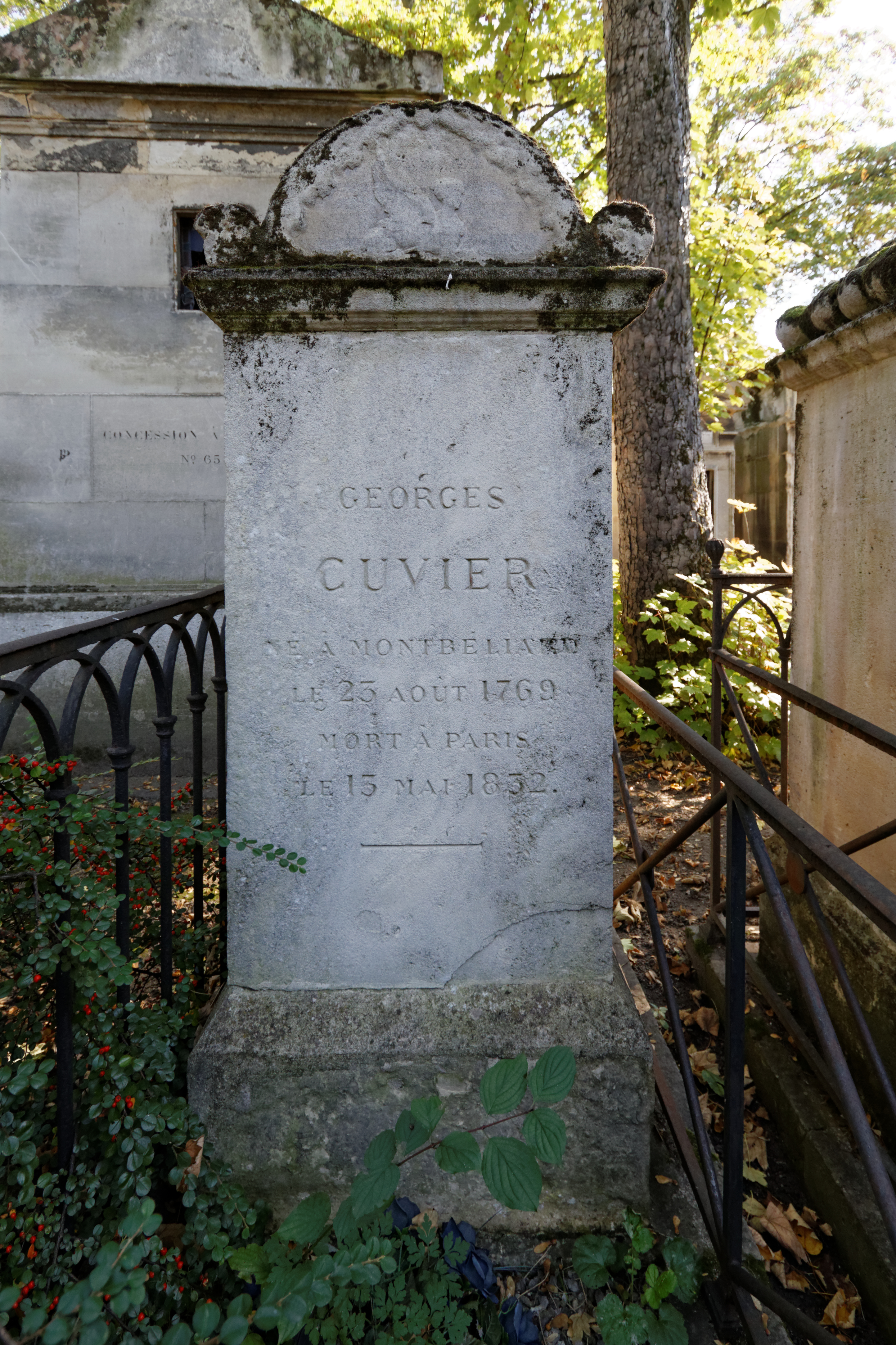
George Cuviers Grab auf dem Pariser Friedhof Père-Lachaise

- 13. Mai: Georges Cuvier, französischer Naturforscher (* 1769)
- 14. Mai: Edward Dodwell, britischer Altertumsforscher (* 1767)
- 15. Mai: Louise-Élisabeth de Croÿ de Tourzel, Ehrendame von Marie-Antoinette und Gouvernante der königlichen Kinder (* 1749)
- 15. Mai: Carl Friedrich Zelter, deutscher Musiker (* 1758)
- 18. Mai: Bonifazio Asioli, italienischer Musiktheoretiker, Musikpädagoge, Cembalist, Kapellmeister und Komponist (* 1769)
- 20. Mai: Johann Michael Sailer, katholischer Theologe und Bischof von Regensburg (* 1751)
- 22. Mai: Karoline Ferdinande von Österreich, Prinzessin von Sachsen (* 1801)
- 30. Mai: Erdmann Traugott Reichel, Leipziger Kaufmann (* 1748)
- 30. Mai: Johanna Dorothea Stock, deutsche Malerin, Zeichnerin und Kopistin (* 1759)
- 31. Mai: Évariste Galois, französischer Mathematiker (* 1811)
- 01. Juni: Thomas Sumter, US-Militär und Politiker im Unabhängigkeitskrieg der USA (* 1734)
- 04. Juni: Jean-Pierre Abel-Rémusat, französischer Sinologe und Bibliothekar (* 1788)
- 06. Juni: Jeremy Bentham, britischer Jurist und Philosoph (* 1748)
- 09. Juni: Friedrich von Gentz, deutscher Schriftsteller und Politiker (* 1764)
- 12. Juni: Nikolaus Simrock, Beethovenfreund und Waldhornist am kurfürstlichen Hof (* 1751)
- 19. Juni: Samuel John Galton, britischer Waffenproduzent und Bankier (* 1753)
- 29. Juni: Francisco Ballesteros, spanischer General (* 1770)

### Drittes Quartal
- 06. Juli: John Hely-Hutchinson, britischer General (* 1757)
- 20. Juli: Karl Julius Weber, deutscher Schriftsteller und Satiriker (* 1767)
- 22. Juli: Franz Herzog von Reichstadt, Nachkomme von Napoléon Bonaparte (* 1811)
- 28. Juli: Joseph Schreyvogel, österreichischer Schriftsteller (* 1768)
- 04. August: Franz Seraph von Orsini-Rosenberg, österreichischer General (* 1761)
- 10. August: Michael Frey, deutscher Komponist, Geiger und Kapellmeister (* 1787)
- 10. August: Niklaus Rudolf von Wattenwyl, Schweizer General und Politiker (* 1760)
- 11. August: Claude-Antoine Prieur, französischer Politiker, Offizier und Wissenschaftler (* 1763)
- 17. August: Johann Jakob Faesch, Schweizer evangelischer Geistlicher (* 1752)
- 23. August: Johann Georg Wagler, deutscher Zoologe und Herpetologe (* 1800)
- 24. August: Nicolas Léonard Sadi Carnot, französischer Physiker (* 1796)
- 31. August: Antoine-Léonard de Chézy, französischer Orientalist (* 1773)
- 02. September: Franz Xaver von Zach, deutsch-österreichischer Astronom (* 1754)
- 06. September: Charles Meynier, französischer Maler (* 1763)
- 09. September: Bernhard Klein, deutscher Komponist (* 1793)
- 09. September: Charles Matthieu Isidore Decaen, französischer General (* 1769)
- 18. September: Niklaus Wolf von Rippertschwand, Schweizer Landwirt und Heiler (* 1756)
- 21. September: Walter Scott, schottischer Schriftsteller (* 1771)
- 27. September: Karl Christian Friedrich Krause, deutscher Philosoph (* 1781)

### Viertes Quartal
- 10. Oktober: James Stephen, britischer Parlamentarier (* 1758)
- 12. Oktober: John Clark, US-amerikanischer Politiker (* 1766)
- 14. Oktober: Heinrich Meyer, Schweizer Maler und Kunstschriftsteller (* 1760)
- 16. Oktober: Rai San’yō, japanischer Historiker und Dichter (* 1780)
- 26. Oktober: Stéphanie de Tascher de La Pagerie, französische Prinzessin (* 1788)
- 29. Oktober: Ghazi Muhammad, islamischer Prediger bei den Awaren in Dagestan (* 1795)
- 01. November: Julius von Voß, deutscher Schriftsteller (* 1768)
- 02. November: Axel Bundsen, dänischer Architekt und Baumeister (* 1768)
- 03. November: John Leslie, schottischer Mathematiker und Physiker (* 1766)
- 04. November: Charles Abbott, 1. Baron Tenterden, britischer Jurist (* 1762)
- 12. November: François Étienne de Rosily-Mesros, französischer Admiral (* 1748)
- 14. November: Charles Carroll, Unterzeichner der Unabhängigkeitserklärung der USA von 1776 (* 1737)
- 14. November: Rasmus Christian Rask, dänischer Sprachforscher (* 1787)
- 15. November: Jean-Baptiste Say, französischer Ökonom und Geschäftsmann (* 1767)
- 29. November: Karl Asmund Rudolphi, Naturforscher (* 1771)
- 05. Dezember: Christoph Gotthelf König, deutscher Pädagoge (* 1765)
- 18. Dezember: Philip Freneau, US-amerikanischer Dichter (* 1752)
- 21. Dezember: Johann Friedrich Pierer, deutscher Mediziner und Lexikograf (* 1767)
- 25. Dezember: Daniel Heinrich Delius, preußischer Regierungspräsident (* 1773)
- 26. Dezember: Matthäus Conrad, Schweizer Pfarrer (* 1745)
- 27. Dezember: Emanuel von Schimonsky, Fürstbischof von Breslau (* 1752)
- 28. Dezember: Charles de Lameth, französischer General (* 1757)
- 29. Dezember: Johann Friedrich Cotta, deutscher Verleger (* 1764)
- 29. Dezember: James Hillhouse, US-amerikanischer Politiker (* 1754)
- 29. Dezember: Isabelle de Montolieu, Schweizer Schriftstellerin (* 1751)
- 30. Dezember: Ludwig Devrient, deutscher Schauspieler (* 1784)